# Розорення Києва (1203)
Розорення Києва на початку 1203 р. — взяття і спустошення столиці Русі овруцьким князем Рюриком Ростиславичем на чолі коаліції з смоленських і чернігівських князів та половців.

## Передісторія
Після смерті Святослава Всеволодовича у 1194 році Рюрик Ростиславич почав самостійно правити у Києві, оглядаючись у своїй політиці лише на Всеволода Юрійовича Велике Гніздо Владимирського. Однак внаслідок інтриг Всеволода, Рюрик досить швидко розсварився з своїми союзниками — чернігівськими Ольговичами та Романом Мстиславичем Волинським, які були в хороших стосунках з Рюриком.
В 1199 році помер Володимир Ярославич, останній представник першої галицької династії, і Роман Мстиславич, який ще з 1188 р. мав претензії на Галич, скористався моментом і вокняжився у місті. Окрім того в його руках залишилась і Володимирська волость, і таким чином він став найсильнішим з руських князів того часу.
Відбулись зміни й у інших князівствах. В Смоленську 1197 р. помер брат і соратник Рюрика Давид Ростиславич, і князівство перейшло до їхнього племінника Мстислава Романовича, який однак не вдавався до енергійної підтримки свого київського дядька. У Переяславі з кінця ХІІ ст. сидів Ярослав, син Всеволода Юрійовича. У Чернігові помер Ярослав (1199), а слідом за ним й Ігор (1202), і на княжому столі засів Всеволод Святославич Чермний, внук Всеволода Ольговича, і син Святослава, який мав амбіції і щодо Києва.
Рюрик, невдоволений посиленням Романа, вирішив в союзі з Ольговичами відібрати в нього Галич. Однак, поки союзники збирались до походу, Роман випередив їх і пішов на Київ. Усі союзники покинули Рюрика і зразу ж перейшли на сторону Романа. Коли останній наблизився до Києва, кияни самі відкрили йому ворота і пустили до міста. Рюрик з Ольговичами капітулювали, за угодою з Романом Рюрик зрікався Києва а натомість у нього залишався Овруч і прикиївські волості, а Ольговичі ймовірно зрікались претензій на Галичину. Присягнувши Роману, Ольговичі і Рюрик роз'їхались по своїх уділах. Однак залишатись в Києві галицький князь не хотів, а посадив у ньому як намісника свого двоюрідного брата Інгвара Ярославича. Після цього Роман здійснив успішний похід на половців і вернувся в Галич.

## Хід подій
Після повернення Романа до Галича Рюрик знову вдався до активної діяльності направленої на посилення своєї влади. Він відновив зносини з Ольговичами і половцями, в кінці 1202 чи на початку 1203 року зібрав велике військо і вирушив на Київ. Скоріш за все Інгвара Ярославича тоді у Києві не було, оскільки в літописах згадується лише один оборонець міста, Мстислав Володимирович, що на думку Грушевського мав від Інгвара і Романа поручення «стерегти» Київ, однак сил для оборони у нього не було, тому 2 січня 1203 р. Рюрик без клопоту взяв місто.
Війська переможців без милосердя взялись грабувати Київ: і Поділ, і Гору, і церкви з монастирями. Половці забирали в полон людей, лише з іноземних купців була взята контрибуція, проте церквам не було помилування: воїни обдирали ікони, забирали посуду, одежі й книги. Ось як про це пише Лаврентіївський літопис:
|  | от крщ҃еньӕ надъ Кыєвомь напасти бъıли и взятьӕ не ӕкоже ныні зло се сстася, не токмо одино Подольє взяша и пожгоша, ино Гору взяша, и митрополью ст҃ую Софью разграбиша, и Десятиньную ст҃ую Бц҃ю разграбиша, и манастъıри всі, и иконі одраша, а иниі поимаша, и крсты чс̑тныӕЮ и ссудъı свщ҃нъıӕ, и книгы, и порты блж҃ныхъ первых̑ князьи. єже бѧху повѣшали в цр҃квахъ ст҃хъ на памѧт̑ собѣ то положиша все ... черньци, и черници, старыӕ иссекоша, и попы старыє и слепыӕ и хромыӕ, и слоукыӕ, и трүдоватыӕ, та вся иссекоша, а что черньцов̑ инѣх А и черниць, иних. А. и поповъ и попадеи , и Киӕны, и дщери их и сн҃ы их . то все ведоша иноплеменици в вежи к собы, тогда же ӕша и Мстислава Володимирича Ростиславля дроужна Ярославича и веде Ростиславъ ко Сновьскү к собі. |

Це розорення Києва було ймовірно більшим ніж в 1169 р., оскільки літопис говорить що не було такого нещастя від хрещення Русі, однак це радше думка літописця, бо в обох випадках Київ пограбовано без помилування і за участю половців.
Таке жорстоке пограбування було помстою Рюрика киянам за те що вони покинули його й перейшли до Романа. Залишити Київ собі Рюрик не міг, тому що його сил в порівнянні з союзом Романа і Всеволода Велике Гніздо було мало, і він ймовірно навіть не лишився в місті, бо згодом зустрічаємо його вже в рідному Овручі. На думку Грушевського справжнім автором цього погрому був Всеволод, який зручно посварив Рюрика і Романа між собою.

## Подальші події
Дізнавшись про київський погром Роман Мстиславич поспішив на Київщину. Відновлений союз Рюрика з Ольговичами й половцями був для нього загрозою, тому Роман підійшов до Овруча і вдався до перемовин з Рюриком. Князі уклали угоду, за якою Рюрик розірвав союзницькі відносини з Ольговичами й половцями та присягнув Роману, за це він отримував Київ.
Однак дружні відносини між князями тривали не довго. Вже наступної зими Роман організував успішний похід на половців, вертаючись з якого він з Рюриком затримались в Треполі де хотіли узгодити порядок з волостями. Та ці перемовини скінчились тим що Роман схопив Рюрика і наказав постригти його разом з дочкою Предславою, колишньою дружиною Романа, в ченці, а Рюрикових синів, Володимира і Ростислава взяв заручниками в Галич. Також на вірність Роману присягнули і Ольговичі. Правда невдовзі Всеволод Юрійович умовив Романа випустити Рюриковичів, і посадив старшого з них, Ростислава, в Києві. Рюрик же так і не наважився до смерті Романа скинути чернечу рясу.
На Русі виникла нова система рівноваги, яка однак проіснувала недовго — після смерті Романа у 1205 р., Рюрик покинув монастир, вигнав сина з Києва і сам там вокняжився.